# 華語文能力測験
華語文能力測験（かごぶんのうりょくそくけん、正体字: 華語文能力測驗、拼音: Huáyǔwén Nénglì Cèyàn）は中華民国（台湾）教育部が実施する中国語を母語としないものを対象とした中国語検定試験。略称はTOCFL（Test of Chinese as a Foreign Language）。国家華語測験推動工作委員会（Steering Committee for the Test Of Proficiency-Huayu; SC-TOP) が実施している。中華民国（台湾）政府が実施する奨学金申請時や台湾内の高等教育機関に留学する場合に中国語能力評価の資料として要求されることがある。

## 試験日と試験会場
中華民国（台湾）では5月と11月の第1土曜日に定期試験が行われるほか、随時団体試験が行われている。試験会場は中華民国（台湾）や日本を含め世界で開催されている。

## 試験内容

### 2012年以降の区分
2012年1月より、ヨーロッパ言語共通参照枠（CEFR）を参考にして以下のような区分に改訂された。Level 6は2013/12/14開催回より聴力・読解分野で公開。準備級は日本では受験できない。
| 名称        | 英語名   | バンド | レベル   | 語彙数 | 学習時間の目安 （台湾で学習した場合） | 対応するHSK | 対応する中国語検定 |
| ----------- | -------- | ------ | -------- | ------ | ------------------------------------- | ----------- | ------------------ |
| 準備級一級  |          | Novice | Novice 1 | 150    | 30 - 120時間                          |             |                    |
| 準備級二級  |          | Novice | Novice 2 | 300    | 30 - 120時間                          |             |                    |
| 入門級 (A1) | なし     | A      | Level 1  | 500    | 120 - 240時間                         | 3級以下     | 準4級              |
| 基礎級 (A2) | Beginner | A      | Level 2  | 1000   | 240 - 360時間                         | 3・4級      | 3・4級             |
| 進階級 (B1) | Learner  | B      | Level 3  | 2500   | 360 - 480時間                         | 5・6級      | 2・3級             |
| 高階級 (B2) | Superior | B      | Level 4  | 5000   | 480～960時間                          | 6級以上     | 準1級・2級         |
| 流利級 (C1) | Master   | C      | Level 5  | 8000   | 960～1920時間                         | なし        | 1級                |
| 精通級 (C2) | Master   | C      | Level 6  | 8000   | 1920時間以上                          | なし        | 1級                |

### 2003年 - 2011年の区分
入門・初等（1・2級）・中等（3・4級）・高等（5 - 7級）に分けて実施される。初等試験以上は点数に応じてさらに級により細分化される。すべて多肢選択式・マークシートによる回答となる。委員会によれば初等1級は漢語水平考試(HSK)初等4級に高等7級はHSK高等10級に相当するとしていた。

## 語彙リスト

### 2012年以降の区分
公式サイトにて語彙リストが『華語八千詞（8000 Chinese Words）』の名称で配布されている。

### 2003年～2011年の区分
- 入門, List of Words: Beginners.pdf (800)
- 初等, List of Words: Basic.pdf (1500)
- 中等, List of Words: Intermediate.pdf (5000)
- 高等, List of Words: Advanced.pdf (8000)